# 巴什卡沃達
巴什卡沃達（Baška Voda）是克羅埃西亞的一個城鎮，位於達爾馬提亞地區，在行政區劃上屬於斯普利特-達爾馬提亞縣。據2011年人口普查，這裡有人口2,775人，其中96.2%是克羅埃西亞人。

## 外部連結
- Tourist Board Baška Voda website

43°21′27″N 16°56′57″E / 43.35750°N 16.94917°E